# Сеоце (Лепосавић)
Сеоце је насеље у општини Лепосавић на Косову и Метохији. Површина катастарске општине Сеоце где је атар насеља износи 207 ha. Припада месној заједници Сочаница. Село се налази 10 km југозападно од Лепосавића са леве стране Ибра. Поред села са западне стране пролази Сеочка река, која се јужно од Каменице улива у Ибар. Насеље је гранично са општином Звечан. Средња надморска висина села је 720м. Према територији коју заузима и према према броју становника спада у групу мањих села.
У селу у 2023. години живи 3 становника, и 3 домаћинства.

## Демографија
- попис становништва 1948: 79
- попис становништва 1953: 92
- попис становништва 1961: 85
- попис становништва 1971: 68
- попис становништва 1981: 38
- попис становништва 1991: 25

У селу 2004. године живи 24 становника и 6 домаћинстава. Данашње становништво чине родови: Вукадиновићи, Радомировићи, Радовановићи, Трајковићи.